# تيمو أنجيلوف
تيمو أنجيلوف (بالبلغارية: Тимо Ангелов)‏ هو ثوري بلغاري، ولد في 1882 في Berkovitsa ‏ في بلغاريا، وتوفي في 26 يوليو 1903 في بلوفديف في بلغاريا.